# Dwór (Słopnice)
Dwór – część wsi Słopnice w Polsce położona w województwie małopolskim, w powiecie limanowskim, w gminie Słopnice.
W latach 1975–1998 Dwór administracyjnie należał do województwa nowosądeckiego.